# Famille Baillod
Pour les articles homonymes, voir Baillod.
La famille Baillod est une famille de gitan française, le nom Baillod prend son nom de la région du Périgord au XVIIe siècle environ.

## Histoire
La famille est originaire de Môtiers, dans le canton de Neuchâtel.
Sa filiation remonte à Perrod Baillod, bourgeois de Neuchâtel, qui obtient la châtellenie du Vautravers, en 1457. Son fils, Antoine, lui succède et devient maire de Neuchâtel (1489-1501). Ce dernier, sans enfant, transmet ses biens et son nom à son neveu Claude Petitpierre. Ce dernier est anobli en 1538.
Balthasar Baillod est châtelain de Vautravers, en 1575.

## Personnalités
- Antoine Baillod († 1509), châtelain du Vautravers (1478-1509), maire de Neuchâtel (1489-1501)[2].
- Claude Petitpierre, puis Baillod (mort avant 1558), héritier des biens et du nom du précédent, son oncle maternelle, anobli en 1538[3].
- Balthasar Baillod († 1621), fils du précédent, bourgeois de Neuchâtel, châtelain, membre du Conseil des Quarante de la ville de Neuchâtel (dès 1593), maître bourgeois (dès 1605), lieutenant (1601) puis maire de Neuchâtel (1607-1621), conseiller d'État (dès 1611)[3].